# Philip Kelland
Pour les articles homonymes, voir Kelland.
Philip Kelland  (17 octobre 1808 - 8 mai 1879) est un mathématicien anglais. Il est principalement connu pour son influence sur le développement du système éducatif écossais.

## Biographie
Kelland est né à Dunster en 1808. Il étudie au Queens' College et William Hopkins est son professeur privé. En 1834, il se distingue grâce à ses résultats, il est nommé senior wrangler et reçoit le Prix Smith. Il est nommé professeur de mathématiques de l'université d'Edimbourg en 1838, où il succède à William Wallace.